# Gilbert Kaplan

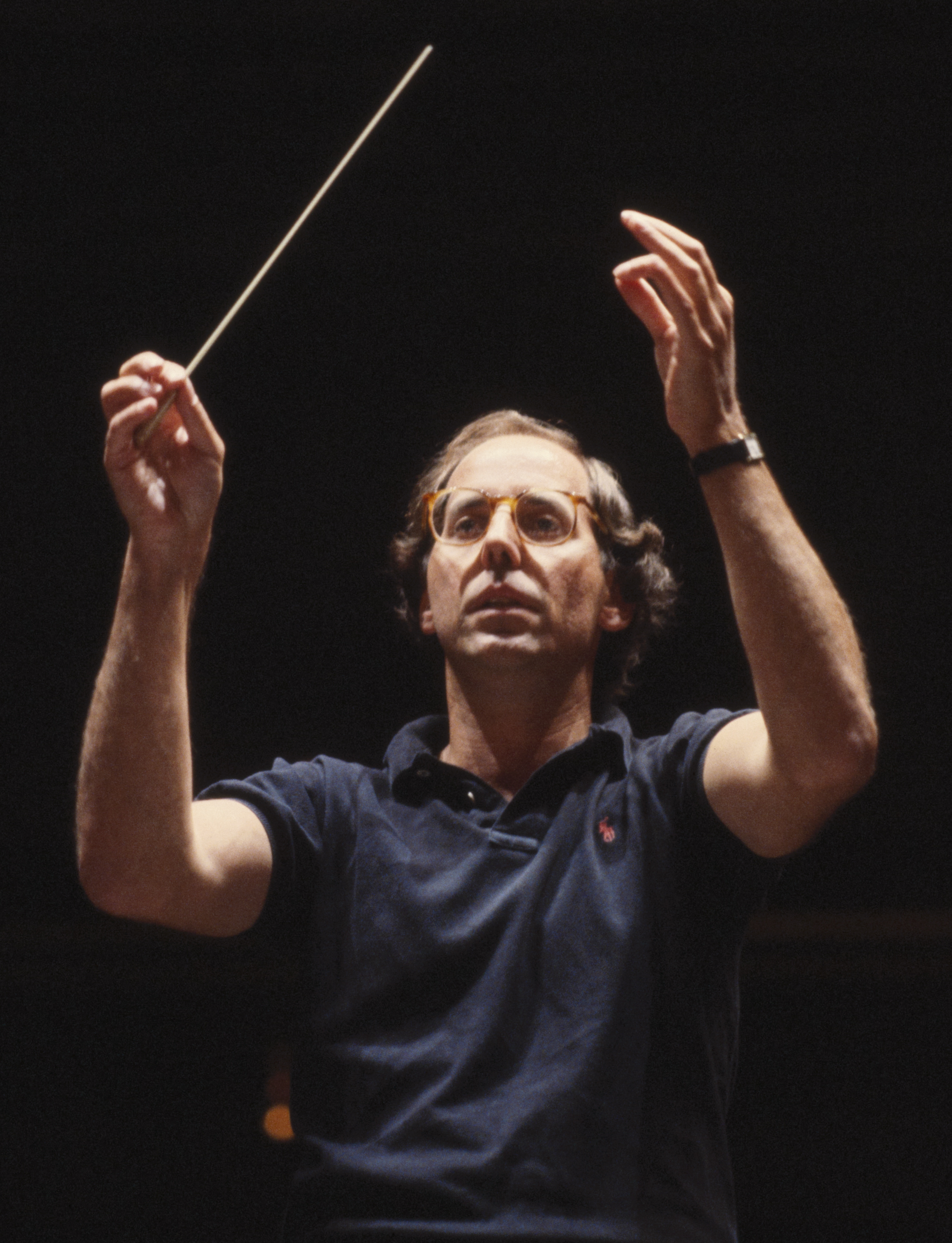
Gilbert Kaplan em 1982

Gilbert Edmund Kaplan (3 de março de 1941 - 1 de janeiro de 2016) foi um executivo, jornalista e maestro amador estadunidense.
Kaplan fez a sua estreia como maestro em 1982 no Avery Fisher Hall em Nova Iorque. Em 1987 ele fez duas gravações, uma com a Orquestra Sinfônica de Londres: Sinfonia n.º 2 de Gustav Mahler e outra com a Orquestra Filarmônica de Viena em 2002, com a mesma obra.